# Élections européennes de 1999 en Belgique
En Belgique, les élections européennes de 1999 se sont déroulées le 13 juin 1999.
Non-participation : 9 % (Le vote est obligatoire)

## Candidats

### Collège francophone
| Parti | Tête de liste                |
| --- | ---------------------------- |
| Parti socialiste                                                                                         | Philippe Busquin             |
| Parti réformateur libéral-Fédéralistes démocrates francophones-Mouvement des citoyens pour le changement | Daniel Ducarme Gérard Deprez |
| Parti social-chrétien                                                                                    | Michel Hansenne              |
| Ecolo | Paul Lannoye                 |
| Front national                                                                                           | Daniel Féret                 |

### Collège néerlandophone
| Parti                           | Tête de liste             |
| ------------------------------- | ------------------------- |
| Christelijke Volkspartij        | Miet Smet                 |
| Vlaamse Liberalen en Democraten | Annemie Neyts-Uyttebroeck |
| Socialistische Partij           | Frank Vandenbroucke       |
| Vlaams Blok                     | Frank Vanhecke            |
| Agalev                          | Patsy Sörensen            |
| Volksunie                       | Bert Anciaux              |

### Collège germanophone
| Parti                               | Tête de liste   |
| ----------------------------------- | --------------- |
| Christlich Soziale Partei           | Mathieu Grosch  |
| Sozialistische Partei               | Charles Servaty |
| Partei für Freiheit und Fortschritt | Bernard Collas  |
| Ecolo                               | Didier Cremer   |

## Résultats

### Collège francophone
| Parti | %    | Sièges | Groupe politique |
| --- | ---- | ------ | ---------------- |
| Parti réformateur libéral-Fédéralistes démocrates francophones-Mouvement des citoyens pour le changement | 27,0 | 2 1    | ELDR et PPE      |
| Parti socialiste                                                                                         | 25,8 | 3      | PSE              |
| Ecolo | 22,7 | 3      | Verts/ALE        |
| Parti social-chrétien                                                                                    | 13,1 | 1      | PPE              |
| Front national                                                                                           | 4,1  | 0      |                  |

### Collège néerlandophone
| Parti                           | Tête de liste             | %    | Sièges | Groupe politique |
| ------------------------------- | ------------------------- | ---- | ------ | ---------------- |
| Christelijke Volkspartij        | Miet Smet                 | 21,7 | 3      | PPE              |
| Vlaamse Liberalen en Democraten | Annemie Neyts-Uyttebroeck | 21,9 | 3      | ELDR             |
| Vlaams Blok                     | Frank Vanhecke            | 15,1 | 2      | NI               |
| Socialistische Partij           | Frank Vandenbroucke       | 14,2 | 2      | PSE              |
| Volksunie                       | Bert Anciaux              | 12,2 | 2      | Verts/ALE        |
| Agalev                          | Patsy Sörensen            | 12,0 | 2      | Verts/ALE        |

### Collège germanophone
| Parti                               | Tête de liste   | %    | Sièges | Groupe politique |
| ----------------------------------- | --------------- | ---- | ------ | ---------------- |
| Christlich Soziale Partei           | Mathieu Grosch  | 36,5 | 1      | PPE              |
| Sozialistische Partei               | Charles Servaty | ?    | 0      |                  |
| Partei für Freiheit und Fortschritt | Bernard Collas  | ?    | 0      |                  |
| Ecolo                               | Didier Cremer   | ?    | 0      |                  |